# Недеља борбе против дистрофије
Недеља борбе против дистрофије је традиционална манифестација, коју је европска организација дистрофичара (ЕАМДА) установила 1973. године и која се од тада обележава у многим европским земљама, укључујући и Србију.

## О Недељи борбе против дистрофије
Сваке године у мају месецу се обележава Недеља борбе против дистрофије. Ово је уједно и прилика за скретање пажње целокупном друштву колико су велики проблеми са којима се оболели од ове болести, за коју нема лека велики и колико је свакодневица оваквим особама отежана.
Савез дистрофичара Србије обележава ову манифестацију саједно са свим својим организацијама из мреже. Питања унапређења положаја свог чланства Савез темељи на системским решењима, кроз доношење прописа и у сарадњи са Националном организацијом особа са инвалидитетом Србије (НООИС), као и кроз партнерство са институцијама система, а пре свих кроз сарадњу са Министарством за рад, запошљавање, борачка и социјална питања – Сектором за заштиту особа са инвалидитетом.

## Циљ обележавања Недеље
Циљ Обележавања Недеље борбе против дистрофије, јесте подизање свести јавности о правима и могућностима, али и проблемима са којима се суочавају особе оболеле од прогресивних неуромишићних болести којих у Србији има око 1.800, као и њихова афирмација у друштву.

## Тема и мото неких од Недеља борбе против дистрофије у Србији
Година 2020 - "Особе са дистрофијом које су обележиле своје време"
Година 2019 - "Недеља борбе против дистрофије - Да се видимо"
Година 2018 - "Изазови живота са мишићном дистрофијом"
Година 2017 - "Особе са мишићном дистрофијом као равноправни грађани", са посебним освртом на услугу : персонална асистенција.
Година 2015 - "Изазови живота са мишићном дистрофијом"
Година 2012 - "Различито способни људи"
Година 2008 - "Недеља борбе против мишићне дистрофије - Живети на светлости дана"